# La Musique (chanson)
Pour les articles homonymes, voir La Musique.
La Musique est une chanson interprétée par la chanteuse française Nicoletta en 1967. Il s'agit d'une adaptation d'une chanson américaine, Angelica, écrite et composée par Cynthia Weil et Barry Mann et interprétée par ce dernier en 1966. Les paroles en français sont signées Ann Grégory.
La chanson sort sur un super 45 tours (EP) de quatre titres et, dans quelques pays, en 45 tours,.
Elle figure sur le premier album de Nicoletta (à l'origine sans titre, il est intitulé Il est mort le soleil lors de sa réédition en CD) sorti également en 1967.
La Musique est un succès en se classant 6e dans les hit-parades français et 13e en Belgique.
La chanson de Nicoletta est en fait basée sur une première interprétation en français intitulée Frédérica, qui est l'œuvre du chanteur belge Ely Tchenko (qui prendra le pseudonyme d'Albert Delchambre). Le morceau, sorti en 1966, est remarqué par des producteurs français qui le proposent à Nicoletta avec un nouveau texte, mais Ely Tchenko ne sera jamais crédité.

## Classements
| Charts                                  | Position |
| --------------------------------------- | -------- |
| Belgique (Wallonie Ultratop 50 Singles) | 13       |
| France (SNEP)                           | 6        |

## Reprise parStar Academy
En 2001, la chanson est reprise par les candidats de la première saison de Star Academy et connaît un succès très important, se classant en tête des ventes de singles en France, pendant neuf semaines, et en Belgique, durant dix semaines.

### Liste des titres
- CD single

1. La Musique (Mix Radio) — 3:24
2. La Musique (Mix Mega) — 3:40
3. La Musique (Instrumental Mix Radio) — 3:24

### Classements et certifications
| Charts                                  | Position |
| --------------------------------------- | -------- |
| Belgique (Wallonie Ultratop 50 Singles) | 1        |
| France (SNEP)                           | 1        |
| Suisse (Schweizer Hitparade)            | 12       |

| Pays           | Certification | Unités certifiées |
| -------------- | ------------- | ----------------- |
| Belgique (BEA) | 3 × Platine   | 120 000           |
| France (SNEP)  | Diamant       | 750 000           |